# Lineth Cedeño
Lineth Isabel Cedeño Valderrama (Panama, 5 dicembre 2000) è una calciatrice panamense, attaccante della nazionale panamense.

## Carriera

### Club
Dopo aver giocato nel campionato panamense la prima parte della carriera, nel 2019 coglie l'occasione per disputare un campionato all'estero siglando un accordo con le spagnole del Joventut Almassora. Rimasta in Spagna anche la stagione seguente, si trasferisce all'Alhama, giocando in Segunda División Pro.
Durante la sessione estiva 2021 di calciomercato si trasferisce al Verona per indossare la maglia gialloblu per la stagione entrante. A disposizione del tecnico Matteo Pachera, fa il suo esordio in Serie A il 29 agosto 2021, alla 1ª giornata di campionato, nella pesante sconfitta esterna con il Milan. Va a rete per la prima volta il 2 ottobre di quello stesso anno, aprendo le marcature alla 5ª giornata nella partita in trasferta con l'Empoli.
Al termine della stagione, conclusa con l'ultimo posto e conseguente retrocessione in Serie B del Verona, si è trasferita alla Sampdoria, continuando a giocare nella Serie A italiana. Ha giocato alla Sampdoria per poco più di metà campionato, collezionando 13 presenze in campionato senza segnare, svincolandosi a fine marzo 2023.

## Statistiche

### Presenze e reti nei club
Statistiche aggiornate al 30 marzo 2023.
| Stagione        | Squadra         | Campionato      | Campionato | Campionato | Coppe nazionali | Coppe nazionali | Coppe nazionali | Coppe continentali | Coppe continentali | Coppe continentali | Altre coppe | Altre coppe | Altre coppe | Totale | Totale |
| Stagione        | Squadra         | Comp            | Pres       | Reti       | Comp            | Pres            | Reti            | Comp               | Pres               | Reti               | Comp        | Pres        | Reti        | Pres   | Reti   |
| --------------- | --------------- | --------------- | ---------- | ---------- | --------------- | --------------- | --------------- | ------------------ | ------------------ | ------------------ | ----------- | ----------- | ----------- | ------ | ------ |
| 2021-2022       | Verona          | A               | 15         | 5          | CI              | 2               | 1               | -                  | -                  | -                  | -           | -           | -           | 17     | 6      |
| 2022-2023       | Sampdoria       | A               | 13         | 0          | CI              | 2               | 1               | -                  | -                  | -                  | -           | -           | -           | 15     | 1      |
| Totale carriera | Totale carriera | Totale carriera | 28         | 5          |                 | 4               | 2               |                    | -                  | -                  |             | -           | -           | 32     | 7      |